# Регіони Угорщини
Угорщина поділена на сім статистичних регіонів, створених 1999 року законом 1999/XCII, прийнятим на зміну закону 1996/XXI. Регіони складаються з 19 округів (медьє) та столиці.

## Статистика

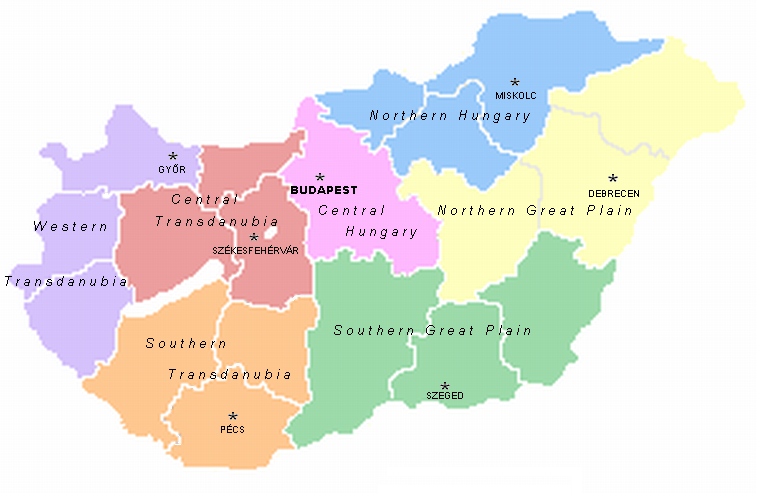
Регіони Угорщини. За годинниковою стрілкою:
• Західне Задунав'я,
• Центральне Задунав'я,
• Центральна Угорщина,
• Північна Угорщина,
• Північний Великий Альфельд,
• Південний Великий Альфельд,
• Південне Задунав'я.

| Назва                      | Центр         | Площа (км²) | Населення | Густота (/км²) |
| -------------------------- | ------------- | ----------- | --------- | -------------- |
| Західне Задунав'я          | Дєр           | 11 209      | 1 004 000 | 90             |
| Центральне Задунав'я       | Секешфегервар | 11 237      | 1 114 000 | 99             |
| Центральна Угорщина        | Будапешт      | 6 919       | 2 825 000 | 408            |
| Північна Угорщина          | Мішкольц      | 13 428      | 1 289 000 | 96             |
| Північний Великий Альфельд | Дебрецен      | 17 749      | 1 554 000 | 88             |
| Південний Великий Альфельд | Сеґед         | 18 339      | 1 367 000 | 75             |
| Південне Задунав'я         | Печ           | 14 169      | 989 000   | 70             |

## Регіони і медьє
- Західне Задунав'я охоплює округи Ваш, Дєр-Мошон-Шопрон та Зала.
- Центральне Задунав'я охоплює округи Веспрем, Комаром-Естерґом та Феєр.
- Центральна Угорщина охоплює округ Пешт та столицю Будапешт.
- Північна Угорщина охоплює округи Боршод-Абауй-Земплен, Гевеш та Ноґрад.
- Північний Великий Альфельд охоплює округи Гайду-Бігар, Саболч-Сатмар-Береґ та Яс-Надькун-Сольнок.
- Південний Великий Альфельд охоплює округи Бач-Кишкун, Бекеш та Чонґрад.
- Південне Задунав'я охоплює округи Бараня, Толна та Шомодь.